# Maratus anomalus
Maratus anomalus es una especie de araña del género Maratus, familia Salticidae. Fue descrita científicamente por Karsch en 1878.
Habita en Australia (Queensland, Nueva Gales del Sur).